# Hyundai Custo

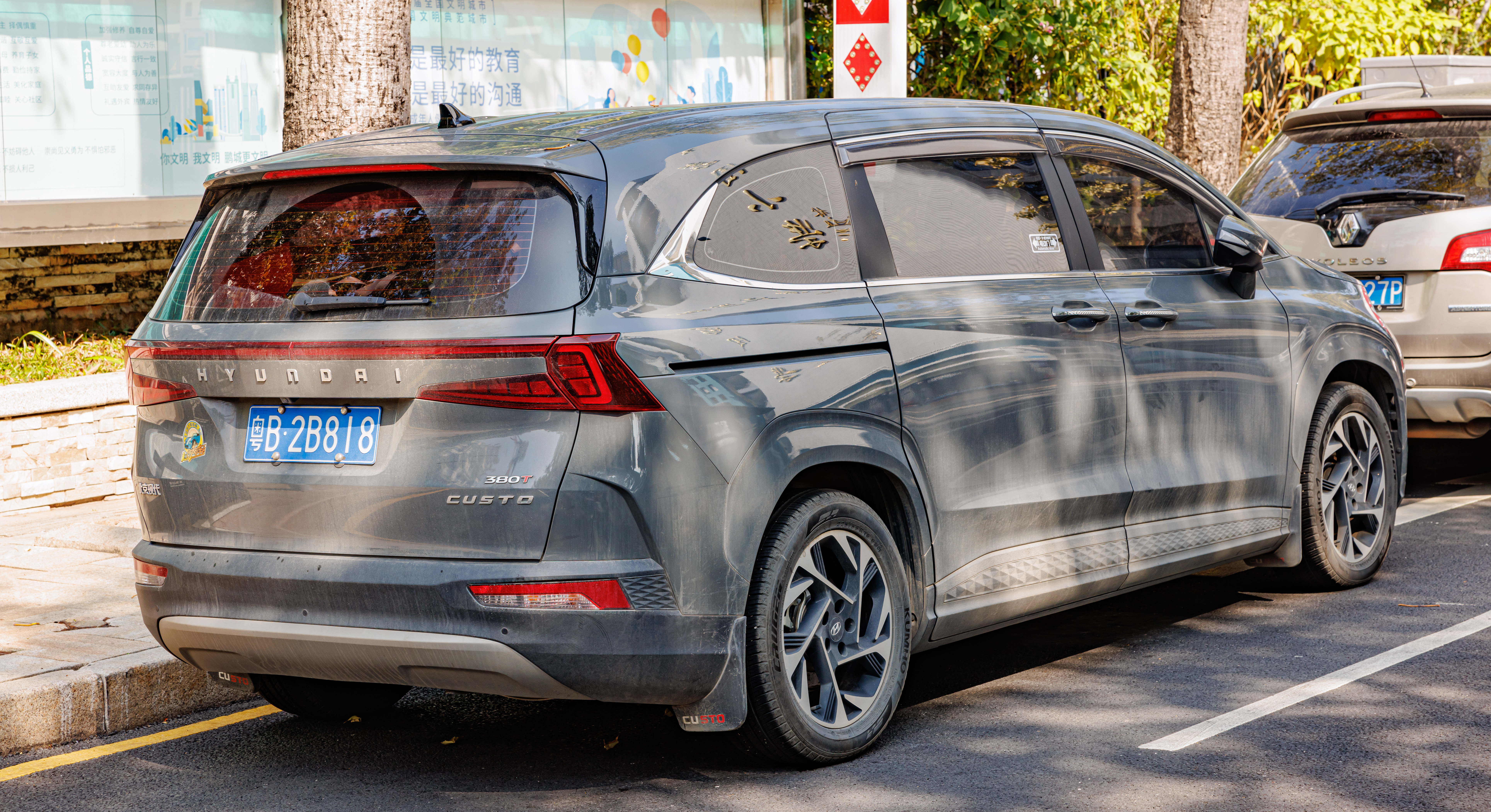
Вид сзади

Hyundai Custo (кит.: 现代库斯途; пиньинь: Xiàndài Kùsītú) — минивэн производства южнокорейской компании Hyundai Motor Company. Производится в Китае с 2021 года.
Название Custo автомобиль получил в честь французского исследователя Жака Кусто. Конструкция аналогична Hyundai Tucson. С сентября 2022 года автомобиль продаётся на Тайване под названием Hyundai Custin.

## Описание
Автомобиль Hyundai Custo впервые был представлен летом 2020 года. На рынке КНР автомобиль конкурирует с Honda Odyssey и Buick GL8.
В салоне автомобиля сидения по три ряда сидений. Внешне автомобиль оснащён задними сдвижными дверьми, двухсекционной панорамной крышей и кругообзорными камерами.
На приборной панели присутствует «трамплин» с вертикальным планшетом. От модели Hyundai Staria автомобиль отличается оптикой.